# SunTrust Indy Challenge
SunTrust Indy Challenge — бывший этап серии IRL IndyCar на трассе Richmond International Raceway в Ричмонде, США.

## История этапа
Гонки «чампкаров» в Виргинии имеют давнюю историю — ещё AAA санкционировала две короткие гонки на полумильном грунтовом овале Strawberry Hill Speedway в 1946 году. Позже, в 1952—1953, NASCAR проводил два этапа своего аналогичного первенства на Martinsville Speedway.
Первая гонка была проведена субботней ночью в 2001 году. Вскоре этап стал одним из самых популярных соревнований в календаре. а также стало наиболее успешной гонкой в традиционной «стране NASCAR». Трасса возвратила нас к классическим шорт-трекам типа «bull ring», времён чемпионата USAC в гонках «чампкаров».
Дистанция этапа за его современную историю менялась — в первые 7 лет гонка проходила на 250 кругов (за исключением случая укорочения дистанции из-за погодных условий). В 2008—2009 году заезд был удлинён на 50 кругов.
ISC, обладающая правами на проведение гонок на ричмондской трассе, традиционно санкционировала в этот уик-энд проведение не только гонки IRL IndyCar, но и этапа NASCAR Whelen Modified Tour.
30 июля 2009 года Дуг Фриц (глава компании, управляющей треком) объявил о прерывании отношений с IRL IndyCar и выходе этапа на Richmond International Raceway из предварительного календаря серии на будущий год. Среди причин отказа от этапа «чампкаровского» первенства стал экономический кризис и возможность потери титульного спонсора в случае сохранения всего комплекса соревнований в этот уик-энд.

## Победители прошлых лет
| Сезон                  | Дата                   | Победитель             | Круги                  | Шасси                  | Мотор                  | Команда                | Отчёт                  |
| Этап серии IRL IndyCar | Этап серии IRL IndyCar | Этап серии IRL IndyCar | Этап серии IRL IndyCar | Этап серии IRL IndyCar | Этап серии IRL IndyCar | Этап серии IRL IndyCar | Этап серии IRL IndyCar |
| ---------------------- | ---------------------- | ---------------------- | ---------------------- | ---------------------- | ---------------------- | ---------------------- | ---------------------- |
| 2001                   | 30 июня                | Бадди Лазье            | 250                    | Dallara                | Oldsmobile             | Hemelgarn Racing       | Отчёт                  |
| 2002                   | 29 июня                | Сэм Хорниш-младший     | 250                    | Dallara                | Chevrolet              | Panther Racing         | Отчёт                  |
| 2003                   | 28 июня                | Скотт Диксон           | 206                    | G-Force                | Toyota                 | Chip Ganassi Racing    | Отчёт                  |
| 2004                   | 26 июня                | Дэн Уэлдон             | 250                    | Dallara                | Honda                  | Andretti Green Racing  | Отчёт                  |
| 2005                   | 25 июня                | Элио Кастроневес       | 250                    | Dallara                | Toyota                 | Team Penske            | Отчёт                  |
| 2006                   | 24 июня                | Сэм Хорниш-младший     | 250                    | Dallara                | Honda                  | Team Penske            | Отчёт                  |
| 2007                   | 30 июня                | Дарио Франкитти        | 250                    | Dallara                | Honda                  | Andretti Green Racing  | Отчёт                  |
| 2008                   | 28 июня                | Тони Канаан            | 300                    | Dallara                | Honda                  | Andretti Green Racing  | Отчёт                  |
| 2009                   | 27 июня                | Скотт Диксон           | 300                    | Dallara                | Honda                  | Chip Ganassi Racing    | Отчёт                  |